# Carl Gustaf Örnestedt
Karl Gustav Freiherr Örnestedt (schwedisch Carl Gustaf Friherre Örnestedt; * 16. Dezember 1669; † 5. März 1742 in Skottorp) war ein schwedischer Feldmarschall.

## Leben

### Herkunft und Familie
Carl Gustaf war Angehöriger des schwedischen Adelsgeschlechts Örnestedt. Seine Eltern waren der aus Pommern stammende schwedische Staatsmann Franziskus Örnestedt (1624–1685) und Anna, geborene von der Deilen († 1712). Er blieb unvermählt. Die schwedischen Generale Axel von Faltzburg (1645–1728), Friedrich von Mevius (1653–1717) und Gustav Wilhelm Coyet (1678–1730) waren seine Schwäger. Seine Familie ist mit ihm im Mannesstamm erloschen.

### Werdegang
Örnestedt begann seine Laufbahn im schwedischen Heer bei der Leibgarde und stand dann bei verschiedenen Regimentern in den deutschen Provinzen. Von 1688 bis 1695 nahm er als Kapitän im Infanterieregiment „Tiesenhausen“ am Pfälzischen Erbfolgekrieg in den Niederlanden teil. Er trat 1696 als Rittmeister in das Västgöta-Kavallerieregiment ein und war 1699 Kapitän im Leibdragonerregiment, wo er 1700 zu Ausbruch des Großen Nordischen Krieges zum Major avancierte. Er nahm an der Schlacht bei Narva (1700) teil. Im Jahr 1702 stieg er zum Oberstleutnant im Skåne-Kavallerieregiment auf. Mit diesem Regiment nahm er an den Schlachten bei Klissow (1702) und Pułtusk (1703) teil. 1704 avancierte er im Regiment zum Oberst und kämpfte in der Schlacht bei Punitz. Bei Poltawa geriet er 1709 in russische Gefangenschaft, wurde aber bereits 1710 ausgetauscht. Im Jahr 1712 wurde Örnestedt erst zum Generalmajor von der Kavallerie, dann zum Generalleutnant befördert. Er war 1716 General, erfuhr (vermutlich 1717) eine Hebung in den schwedischen Freiherrenstand ohne auf dem Ritterhaus introduziert worden zu sein und wurde 1718 schließlich Reichsrat, sowie 1719 Feldmarschall. Örnestedt hat 1723 seinen Abschied erhalten und zog sich auf sein Schloss Skottorp zurück. Er starb 1742 und wurde in der Kirche von Skummeslövs in Skottorp begraben.